# River Stour, Kent
River Stour är ett vattendrag i England. Den rinner igenom Canterbury och mynnar i Doverkanalen. 